# 赫馬拉島
赫馬拉島（英語：Khmara Island），是南極洲的島嶼，位於瑪麗皇后地，處於哈斯韋爾島以南2公里，根據美國海軍拍攝的空中照片繪入地圖，現時由南極條約體系管理。